# 武夷油彈補給艦
武夷油彈補給艦（AOE-530）是中華民國海軍的快速戰鬥支援艦，也是中華民國海軍首艘專業的多功能補給艦。該艦隸屬於海軍一五一艦隊，駐地為左營港。

## 發展
1980年代中期，中華民國海軍唯一一艘具備油料補給功能的玉台號修理艦已接近40年的壽命限制，且該艦並非專業的補給艦，性能早已不符實需。:74為此，海軍於1986年向美國羅臣拔（Rosenblatt & Son）造船廠引進了亨利·凱瑟級油料補給艦的藍圖，並由該公司協助聯合船舶設計發展中心修改設計以符合海軍的需求。:68新型油彈補給艦的建造標案隨後由中國造船公司（現為台灣國際造船）得標，1988年4月1日於基隆廠開始建造，並於1990年6月23日成軍，命名為「武夷」，玉台軍艦也隨之退役。
成軍後，武夷軍艦即擔任海軍80年敦睦支隊的旗艦，出訪韓國、新加坡與印尼，並在磐石油彈補給艦成軍前持續擔任敦睦支隊的旗艦，僅有2000、2007、2009年因大修或主機損壞而未參與敦睦遠航訓練。:70

## 爭議

### 艦體設計不良
武夷軍艦成軍後，海軍發現該艦有馬力不足、操舵不良等問題，設計不佳的通風系統管路也導致部分艙室瀰漫廁所的異味。此外，由於武夷軍艦各壓艙水櫃間的導管過小，安裝位置也不理想，使配平系統無法及時調整各水櫃內的水量，艦體因而會向單側傾斜。

### 主機維修事故
2006年10月，武夷軍艦在海軍左營後勤支援指揮部旗津廠區換裝主機凸輪時因施工問題而導致主機損壞，進而使該艦的最大航速由20.8節下降至10節左右，武夷軍艦也因此而無法參與翌年的敦睦遠航訓練。:70-71

## 艦歷
- 1991年擔任海軍80年敦睦支隊之旗艦，出訪韓國、新加坡與印尼等國[4]
- 1992年擔任海軍81年敦睦支隊之旗艦，出訪印尼、南非、新加坡等國[8]
- 1993年擔任海軍82年敦睦支隊之旗艦，出訪諾魯、索羅門群島、斐濟、東加、印尼、新加坡、馬來西亞、菲律賓等國[9]
- 1994年擔任海軍83年敦睦支隊之旗艦，出訪馬來西亞、印尼、新加坡、菲律賓等國[9]
- 1995年擔任海軍84年敦睦支隊之旗艦，出訪印尼與新加坡兩國[9]
- 1996年擔任海軍85年敦睦支隊之旗艦，出訪新加坡與南非兩國[10]
- 1997年擔任海軍86年敦睦支隊之旗艦，出訪新加坡與南非兩國。[9]該艦隊另於桌山外海與美、俄、英、法、新等14國二十餘艘艦艇共組國際艦隊以慶祝南非共和國海軍建軍75周年慶典，時任南非總統曼德拉亦親自到場校閱[11]
- 1998年擔任海軍87年敦睦支隊之旗艦，出訪諾魯、索羅門群島、印尼、新加坡、馬來西亞等國[9]
- 1999年擔任海軍88年敦睦支隊之旗艦，出訪諾魯、索羅門群島、新加坡、菲律賓等國[9]
- 2001年擔任海軍90年敦睦支隊之旗艦，出訪帛琉、貝里斯、馬紹爾群島、瓜地馬拉、聖克里斯多福、聖文森、宏都拉斯、多明尼加等國。[9]此次敦睦遠航訓練使武夷軍艦與隨行的子儀軍艦、承德軍艦成為中華民國海軍首批通過巴拿馬運河的軍艦[11]
- 2002年擔任海軍91年敦睦支隊之旗艦，出訪諾魯、吐瓦魯、索羅門群島、帛琉、印尼、新加坡等國[12]
- 2003年擔任海軍92年敦睦支隊之旗艦，出訪帛琉、薩爾瓦多、尼加拉瓜、格瑞那達、聖文森、多米尼克、聖克里斯多福，多明尼加、海地、巴拿馬、馬紹爾群島等國[13]
- 2004年擔任海軍93年敦睦支隊之旗艦，出訪馬來西亞、新加坡、斐濟、吐瓦魯、索羅門群島、馬紹爾等國[11]
- 2005年擔任海軍94年敦睦支隊之旗艦，出訪帛琉、馬紹爾群島、吉里巴斯、塞內加爾、甘比亞、聖文森、多明尼加、巴拿馬等國。此次敦睦遠航訓練支隊為中華民國海軍首個完成環球航行的艦隊，武夷軍艦與隨行的康定軍艦也成為海軍第一批通過蘇伊士運河與地中海的軍艦[14]
- 2006年擔任海軍95年敦睦支隊之旗艦，出訪帛琉共和國[15]
- 2008年擔任海軍97年敦睦支隊之旗艦，出訪馬紹爾群島、瓜地馬拉、薩爾瓦多、尼加拉瓜、宏都拉斯、貝里斯、多明尼加、巴拿馬、帛琉等國
- 2010年擔任海軍99年敦睦支隊之旗艦，出訪帛琉、索羅門群島、吐瓦魯等國
- 2011年擔任海軍100年敦睦支隊之旗艦，出訪帛琉、馬紹爾群島、索羅門群島等國。該年度敦睦遠航訓練原計畫造訪中南美洲國家，但因福岛第一核电站事故造成預定航線受輻射塵影響而臨時取消[16]
- 2012年擔任海軍101年敦睦支隊之旗艦，出訪索羅門群島、馬紹爾群島、印尼等國
- 2013年擔任海軍102年敦睦支隊之旗艦，出訪馬紹爾群島、吐瓦魯、巴拿馬、尼加拉瓜、宏都拉斯、薩爾瓦多、瓜地馬拉、貝里斯、多明尼加等國。[17]該艦隊另在返程時於台菲重疊經濟海域進行軍事演習，作為對廣大興28號事件的回應[18]
- 2014年擔任海軍103年敦睦支隊之旗艦，出訪帛琉、索羅門群島、吉里巴斯等國[19]
- 2015年擔任海軍104年敦睦支隊之旗艦，出訪索羅門群島、諾魯、帛琉等國[20]
- 2017年參加漢光33號演習，支援參加外離島作戰任務的後備部隊[21]
- 2020年參加春節加強戰備操演時空壓機爆炸，導致兩名士官受傷[22]

## 圖集

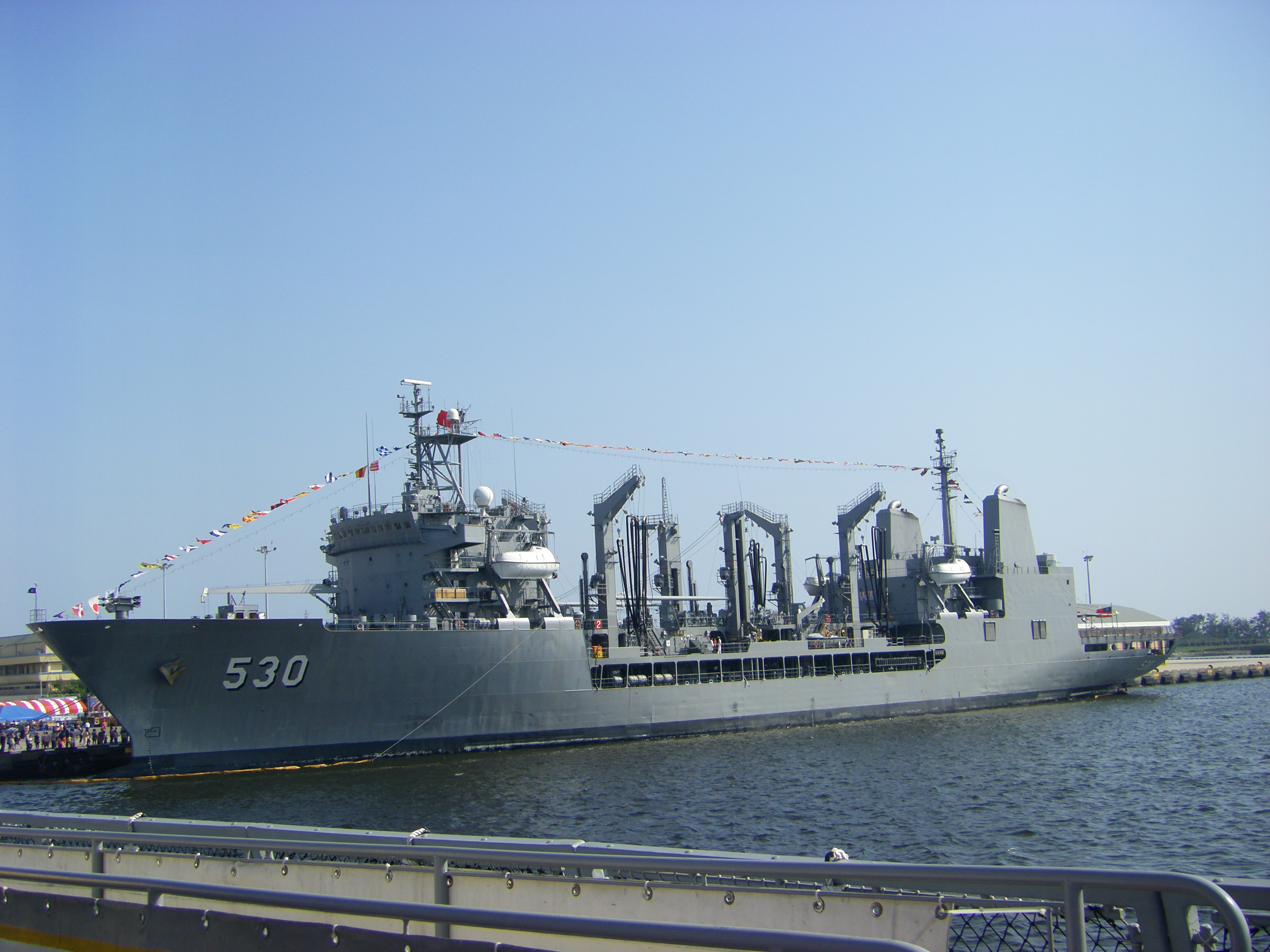
左營軍港中的武夷軍艦
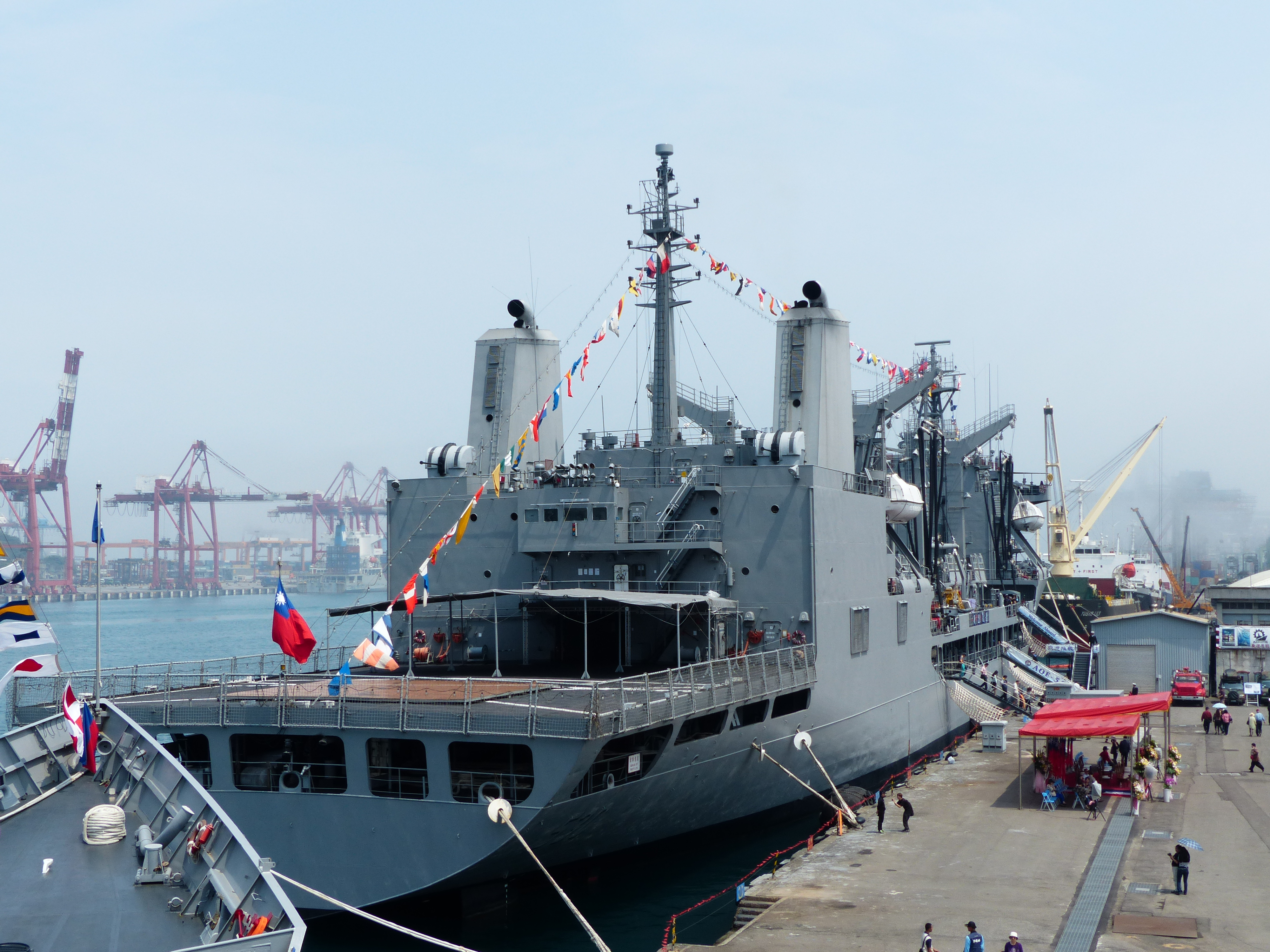
武夷軍艦的艦艉
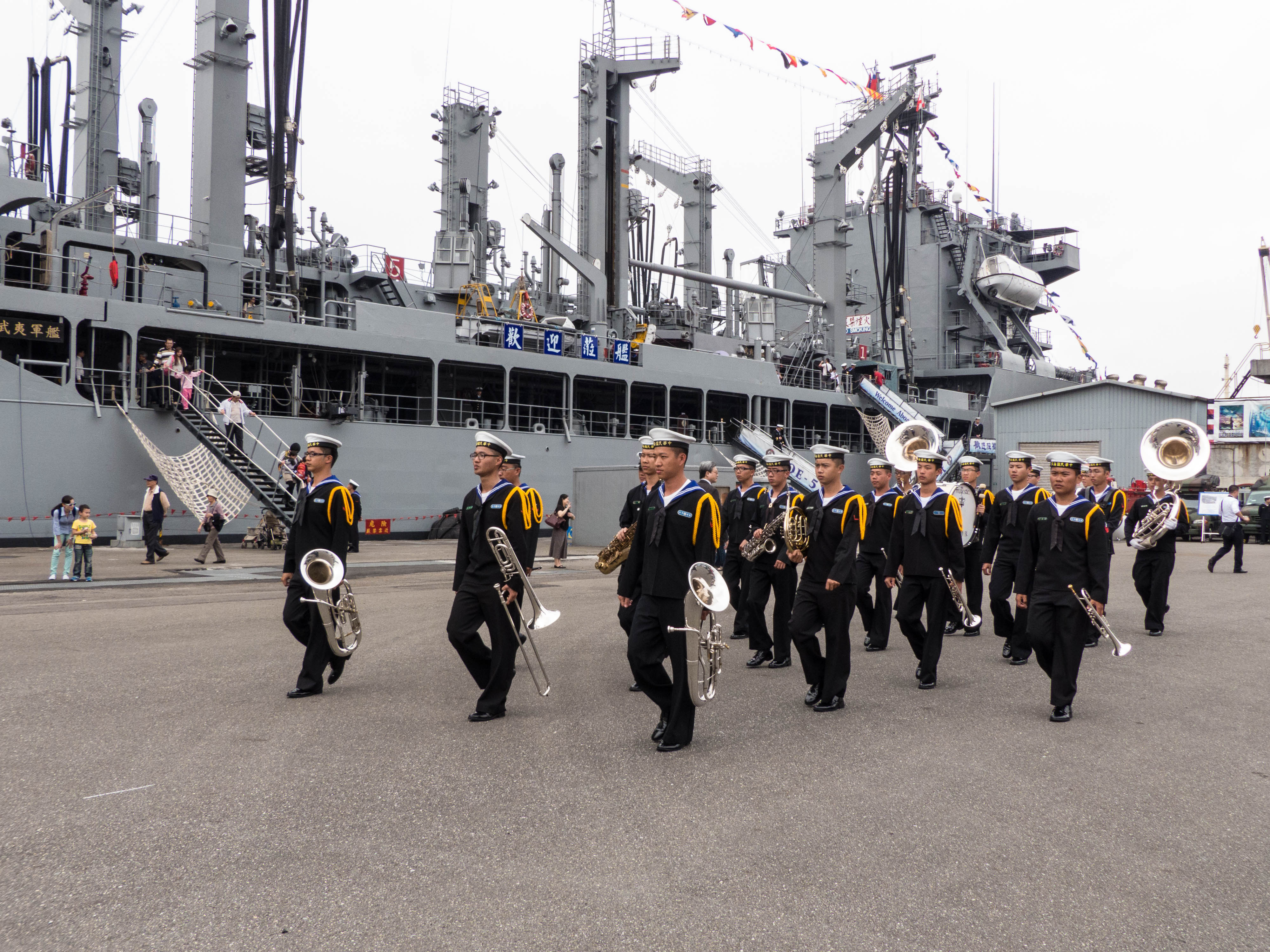
武夷軍艦的右舷，可見乾貨整補站與加油整補站
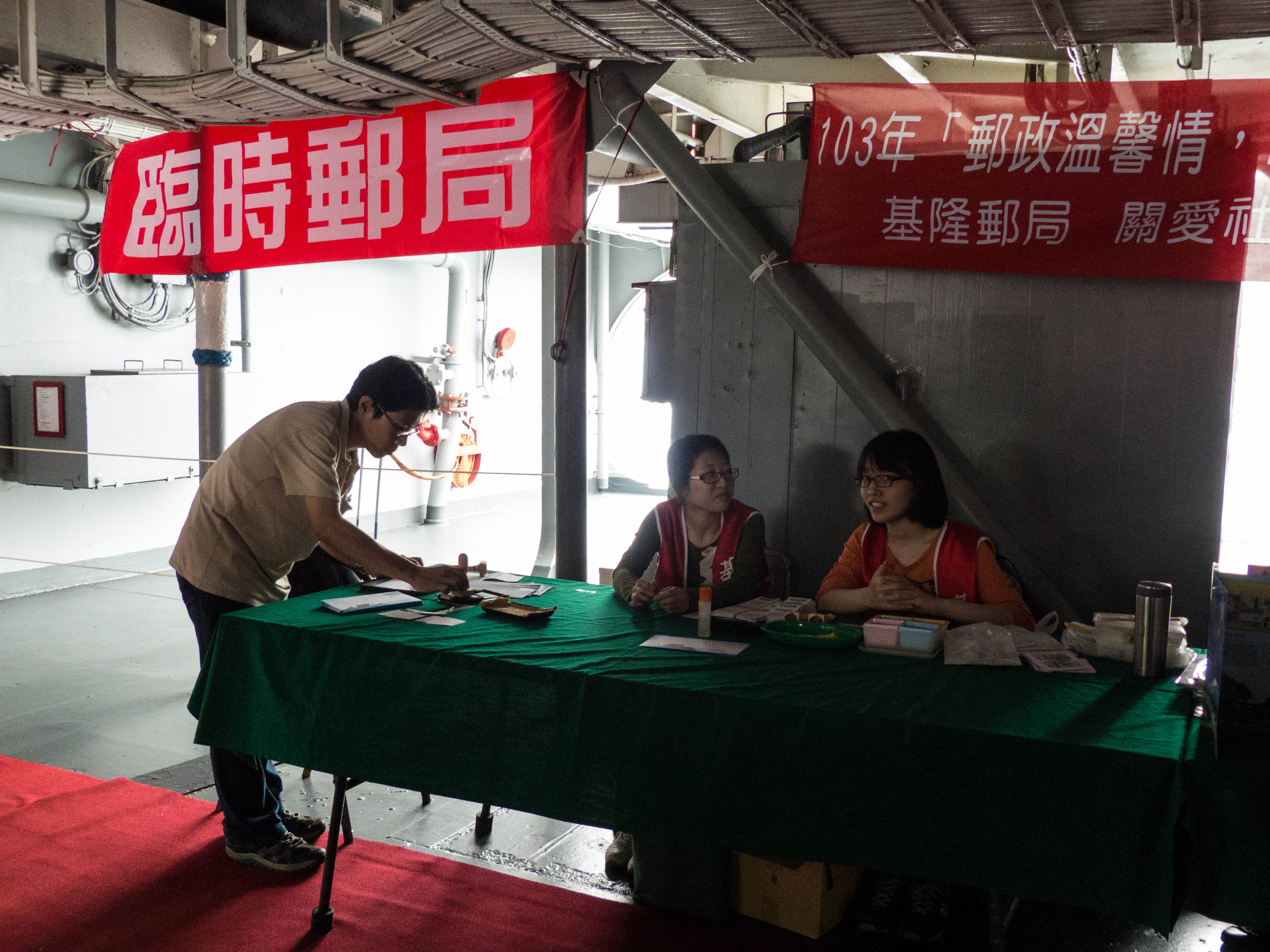
武夷軍艦上的臨時郵局
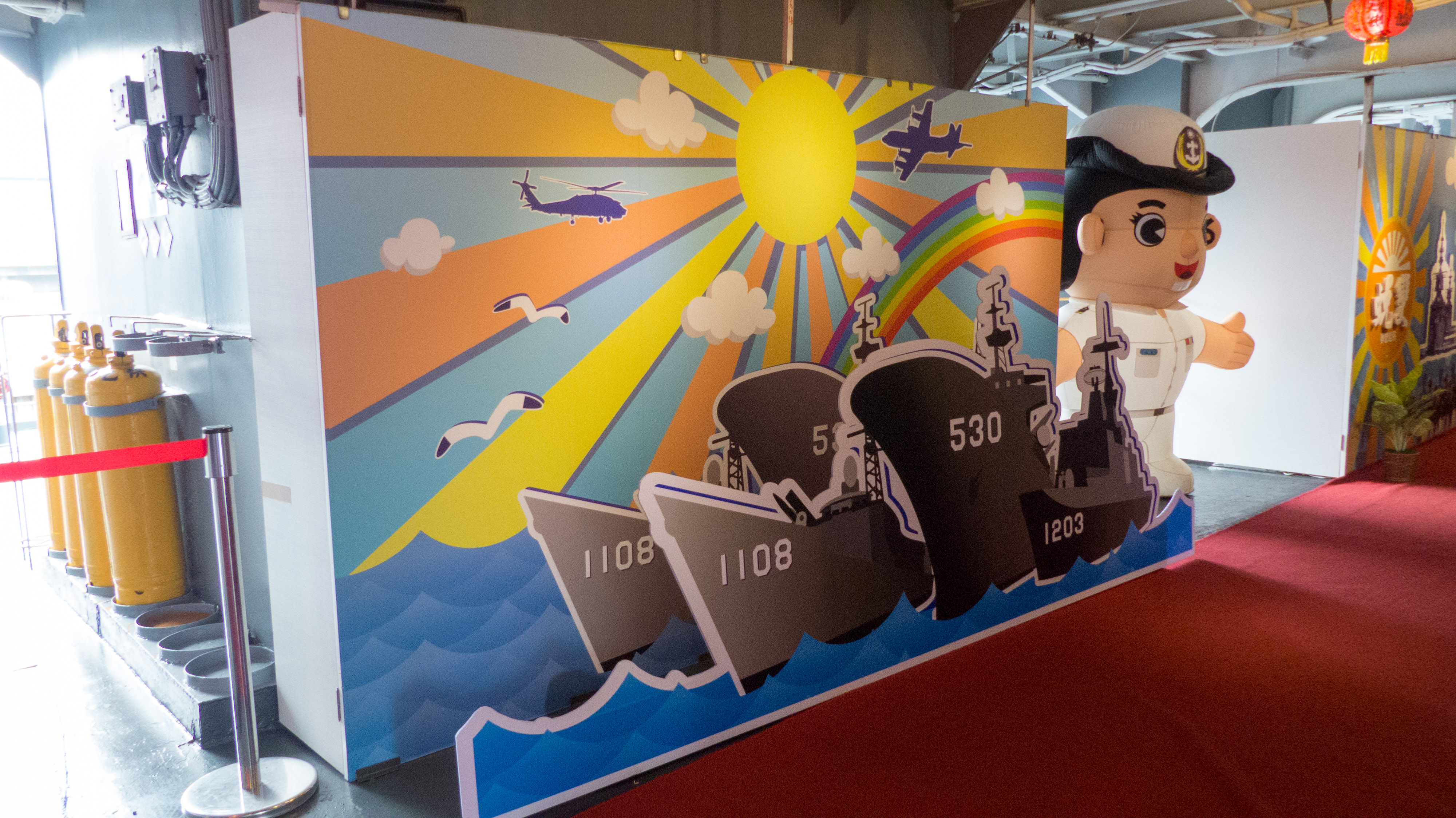
武夷軍艦的文宣館
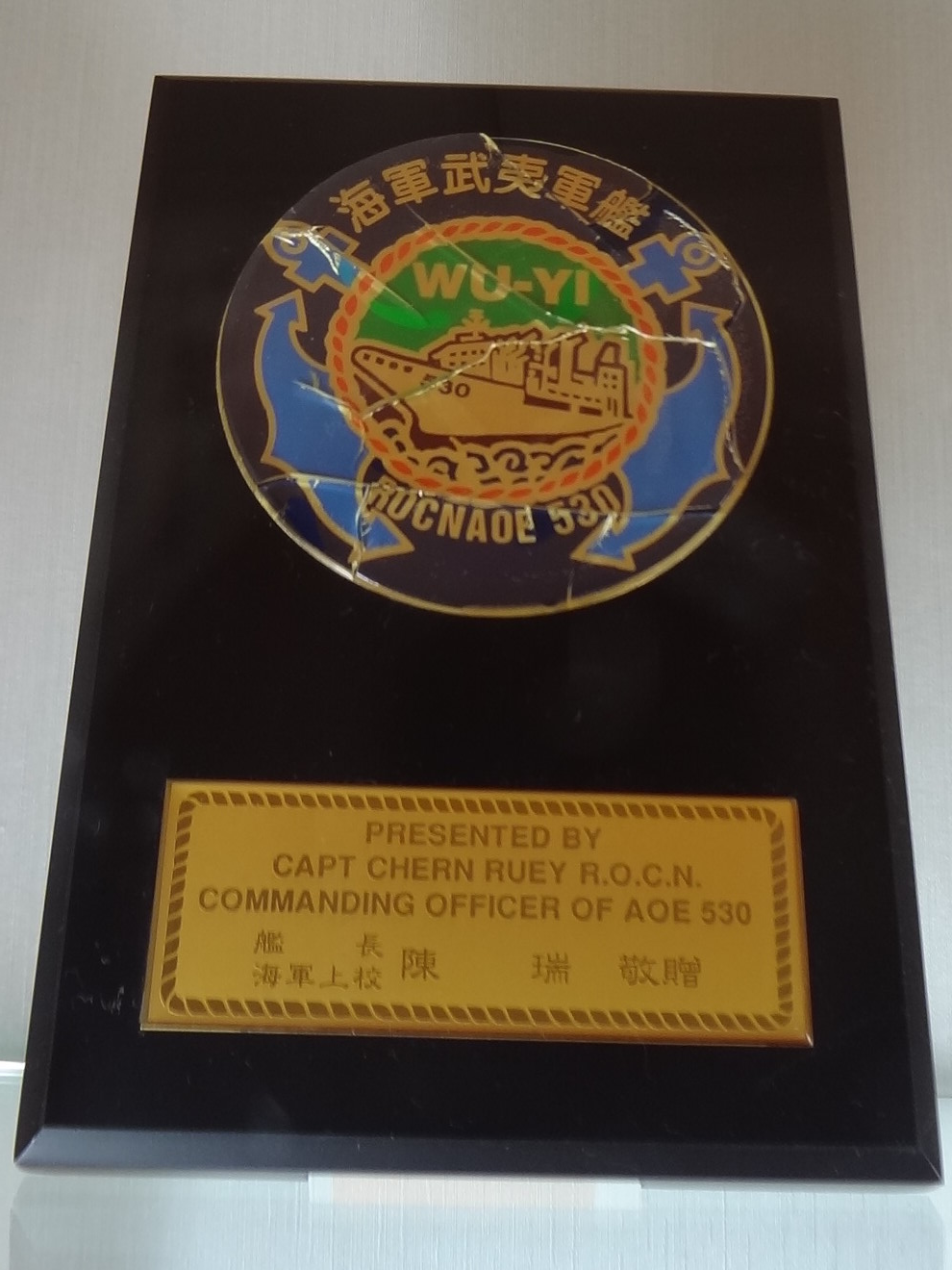
武夷軍艦之艦徽